# فوجيساكي
فوجيساكي  هي بلدية في اليابان، وبلدة في اليابان، تقع في مقاطعة ميناميتسوغارو، بلغ عدد سكانها 14,861  نسمة وذلك حسب إحصائيات سنة 2018، تبلغ مساحتها 37.29 كيلومتر مربع.

## الموقع
تشترك في الحدود مع:
- آوموري، آوموري
- مقاطعة كيتاتسوغارو  [لغات أخرى]‏
- هيروساكي، آوموري
- كورويشي، آوموري
- مقاطعة ميناميتسوغارو  [لغات أخرى]‏.

## أعلام
- تارو كيمورا